# 영종도-신도 연도교
영종도-신도 연도교(永宗島-信島 連島橋)는 인천국제공항이 위치한 인천광역시 중구 영종도와 옹진군 북도면 신도를 연결할 예정인 연도교이다.
2021년에 착공한 이 다리는 2025년 완공을 목표로 총 1,251억원을 들여 영종도부터 신도까지 3.5km 구간에 2차로 교량과 접속도로를 건설할 예정이다. 영종도-신도 연도교는 인천시가 장기사업으로 구상하고 있는 서해남북평화도로의 시발점이 되는 구간이다.

## 같이 보기
- 서해남북평화도로
- 동서평화고속화도로
- 현수교